# Kárász
Kárász es un pueblo ubicado en el distrito de Komló, en el condado de Baranya, Hungría.

## Superficie
Posee una superficie de 8,020 kilómetros cuadrados.

## Demografía
Hasta 2019 la población era de 323 habitantes, con una densidad de población de 40,27 habitantes por kilómetro cuadrado.